# Hiệp hội Quốc tế về Núi lửa và Hóa học lòng Trái đất
Hiệp hội Quốc tế về Núi lửa và Hóa học lòng Trái Đất, viết tắt theo tiếng Anh là IAVCEI (International Association of Volcanology and Chemistry of the Earth's Interior), là một tổ chức phi chính phủ quốc tế hoạt động trong lĩnh vực nghiên cứu núi lửa và các ngành liên quan chặt chẽ đến nó, như địa hoá magma, thạch học, địa thời học, khoáng sản núi lửa, và vật lý của dòng magma đi lên trong lớp phủ trên và lớp vỏ.
IAVCEI thành lập năm 1919, là một trong 8 hiệp hội hợp thành của Liên đoàn Trắc địa và Địa vật lý Quốc tế IUGG.
Chủ tịch IAVCEI nhiệm kỳ 2019-2023 là Patrick Allard từ Institut de Physique du Globe de Paris,  Pháp.

## Tổ chức
Các chủ tịch 
- 22. 2019-2023:  Patrick Allard
- 21. 2015-2019:  Donald Bruce Dingwell
- 20. 2011-2015:  Ray Cas
- 19. 2007-2011:  S. Nakada
- 18. 2003-2007:  O. Navon
- 17. 1999-2003:  S. Sparks
- 16. 1995-1999:  G. Heiken
- 15. 1991-1995:  P. Gasparini
- 14. 1987-1991:  S. Aramaki
- 13. 1983-1987:  I.G. Gass
- 12. 1979-1983:  S.A. Fedotov
- 11. 1975-1979:  R.W. Decker
- 10. 1971-1975:  G.S. Gorshkov
- 9. 1967-1971:  G.A. MacDonald
- 8. 1963-1967:  H. Kuno
- 7. 1954-1963:  &  A. Rittmann
- 6. 1948-1954:  G.B. Escher
- 5. 1936-1948:  A. Michel-Levy
- 4. 1933-1936:  C.A. Ktneas
- 3. 1927-1933:  A. Malladra
- 2. 1922-1927:  A. Lacroix
- 1. 1919-1922:  A. Ricco

## Xuất bản
IAVCEI xuất bản tạp chí Bulletin of Volcanology do nhà xuất bản Springer Verlag phát hành tại Đức. Tạp chí này kế tục tạp chí Bulletin Volcanologique phát hành từ năm 1922.
IAVCEI biên tập và xuất bản Catalogue of the Active Volcanoes of the World, được nêu ra năm 1924, nhưng đến năm 1951 mới ra ấn bản đầu tiên, và ấn bản thứ 22 năm 1967.